# Mannweiler-Cölln
Mannweiler-Cölln település Németországban, Rajna-vidék-Pfalz tartományban. Lakosainak száma 359 fő (2023. december 31.).

## Népesség
A település népességének változása:
| Lakosok száma | 451  | 389  | 378  | 381  | 381  | 359  |
|               | 1975 | 2017 | 2019 | 2021 | 2022 | 2023 |